# 労働者

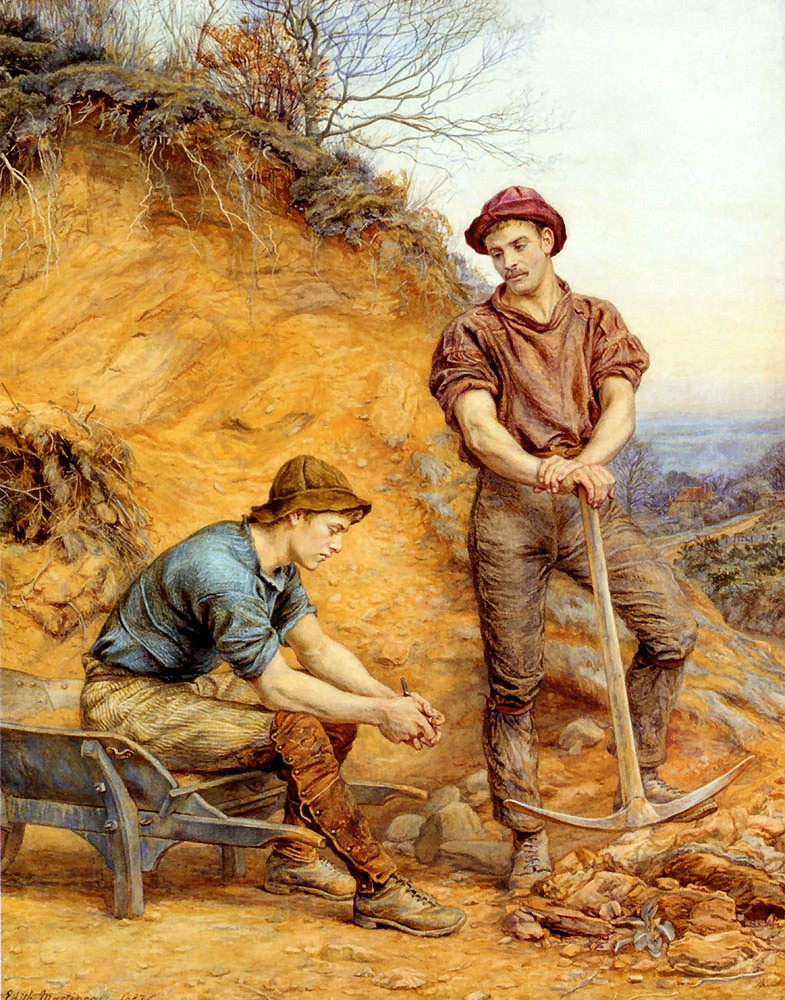
19世紀の労働者

労働者（ろうどうしゃ）とは、自己の労働力を提供し、その対価としての賃金や給料によって生活する者をいう。
どの範囲の者を「労働者」として扱うか、大きく分けると「労働者」の概念を統一的に扱う国（ドイツ、フランスなど）と個々の法令ごとに異ならせる国（アメリカ、イギリスなど）とがある。

## 国際労働機関
国際労働機関（ILO）の2006年の雇用関係勧告（第198号勧告）においては、「いかなる者が雇用関係にある労働者と見なされるのか、労働者はいかなる権利を有するのか、及びいかなる者が使用者であるのかを確定することが重要である」との意見を表明し、以下の勧告を発行している。

9　雇用関係にある労働者を保護するための国内政策を実施する上で、当該雇用関係の存在についての決定は、当該雇用関係が関係当事者間で合意された契約その他の方法による事実に反した取決めにおいてどのように特徴付けられている場合であっても、業務の遂行及び労働者の報酬に関する事実に第一義的に従うべきである。
13　加盟国は、雇用関係が存在することについての明確な指標を国内法令又は他の方法によって定義する可能性を考慮すべきである。これらの指標には、次の事実が含まれ得る。
(a)　仕事が他の当事者の指示及び管理の下で行われていること、仕事が事業体組織への労働者の統合を含むものであること、仕事が他の者の利益のために専ら若しくは主として遂行されていること、仕事が労働者自身で行われなければならないものであること、仕事がこれを依頼する当事者が指定若しくは同意した具体的な労働時間内若しくは職場で行われていること、仕事が特定の存続期間及び一定の継続性を有したものであること、仕事が労働者に対して就労可能な状況にあることを要求するものであること、又は仕事がこれを依頼する当事者による道具、材料及び機械の提供を含むものであること。
(b)　労働者に対する定期的な報酬の支払があること、当該報酬が労働者の唯一若しくは主な収入源となっていること、食糧、宿泊及び輸送等の現物による供与があること、週休及び年次休暇等についての権利が認められていること、労働者が仕事を遂行するために行う出張に対して当該仕事を依頼する当事者による支払があること、又は労働者にとって金銭上の危険がないこと。
—2006年の雇用関係勧告（第198号）

## 日本法による労働者
日本の法制では、個々の法令ごとに労働者の定義を定める方法をとっている。
個別的労働関係における労働者概念については、労働基準法第9条に定められていて、また多くの個別的労働関係法では、労働基準法と密接な関係を持って制定された経緯や、労働基準法から分離独立した経緯等から、労働基準法の労働者概念を用いている。他方、集団的労働関係法上の労働者概念は、労働組合法第3条に定めている。大別するとこの二法に分けられる。

### 労働基準法
職場における労働条件の最低基準を定めることを目的とする労働基準法上の労働者は、 同法が定める労働条件による保護を受ける対象を確定するための概念である。
「労働者」であるか否か、すなわち「労働者性」の有無は「使用される＝指揮監督下の労働」という労務提供の形態及び「賃金支払」という「報酬の労務に対する対償性」、すなわち報酬が提供された労務に対するものであるかどうかということによって判断されることとなる。契約の形や名称にかかわらず、実態としての雇用契約（民法623条）が締結されていると認められるかどうかが基準となる。
- 「指揮監督下の労働」については、以下の点を判断基準とする[7]。
  - 仕事の依頼、業務従事の指示等に対する諾否の自由の有無
  - 業務遂行上の指揮監督の有無
  - 拘束性の有無
  - 代替性の有無
- 「報酬の労務に対する対償性」については、結局において「労働者が使用者の指揮監督の下で行う労働に対して支払うもの」と言うべきものであるから、報酬が「賃金」であるか否かによって逆に「使用従属性」を判断することはできない。 しかしながら、報酬が時間給を基礎として計算される等労働の結果による較差が少ない、欠勤した場合には応分の報酬が控除され、いわゆる残業をした場合には通常の報酬とは別の手当が支給される等報酬の性格が使用者の指揮監督の下に一定時間労務を提供していることに対する対価と判断される場合には、「使用従属性」を補強することとなる[8]。
- 「労働者性」が問題となる限界的事例については、「使用従属性」の判断が困難な場合があり、その場合には、以下の要素をも勘案して、総合判断する必要がある[9]。 
  - 事業者性の有無
  - 専属性の程度
  - その他「使用者」がその者を自らの労働者と認識していると推認される点

（厚生労働省は2025年5月2日、ネットを介して働くプラットフォーム（PF）ワーカー、ギグワーカーが増える中、「労働者」の判断基準見直しが必要かどうかを40年ぶりに検討するために学識者による研究会を設置した。。）
「労働者」として認められた例
- 法人の重役で業務執行権又は代表権を持たず、工場長、部長の職にあって賃金を受ける者（昭和23年3月17日基発461号）[11]
- 共同経営の事業において出資しながら、賃金を受けて働いている者（昭和23年3月24日基発498号）
- 労働組合の専従職員（昭和24年6月13日基収1073号）労働提供を免除されて組合事務に専従しているが、本条でいう「労働者」にあたる。
- 請負制の新聞配達人（昭和22年12月27日基発400号）
- 治療院経営者との関係における、共同経営者たる所属あんま師、はり灸師（所定の要件を満たす場合。昭和36年4月19日基収800号）
- 個人開業の医院で看護師見習いの業務に従事させ、かたわら家事その他の業務に従事する者（昭和24年4月13日基収886号）
- JRAの厩務員（特殊の例外的な場合を除き、調教師が「使用者」となり、JRA、競馬共助会、馬主は使用者とならない。昭和32年10月18日基収6819号）
- 研修医の行う臨床研修は、医師の資質の向上を図ることを目的とするものであり、教育的な側面を有しているが、研修医が医療行為に従事する場合には、これらの行為等は病院の開設者のための労務の遂行という側面を不可避的に有することとなるのであり、病院の開設者の指揮監督のもとにこれを行ったと評価することができる限り、研修医は「労働者」に当たる（関西医科大学付属病院事件、最判平成17年6月3日）。
- 技能実習1号の外国人技能実習生のうち、実習実施者との雇用契約に基づく講習（知識の修得をする活動）の期間中は、実習実施者との雇用契約に基づき当該活動を実施するものであって、労働基準法上の「労働者」に該当するものであり、労働基準関係法令が適用されること。技能等修得活動（雇用契約に基づいて講習以外の技能等の修得をする活動）中の技能実習生（団体管理型、企業単独型とも）については、実習実施者との雇用契約に基づき当該活動を実施するものであって、労働基準法上の「労働者」に該当するものであり、労働基準関係法令が適用されること。技能実習2号又は技能実習3号の技能実習生については、実習実施者との雇用契約に基づき当該活動を実施するものであって、労働基準法上の「労働者」に該当するものであり、労働基準関係法令が適用されること（平成22年2月8日基発0208第2号）。
- クラブのホステス - 入店契約を「労働契約の実質を有する」として「労働者」性を肯定した判例がある（第三相互事件、東京地判平成22年3月9日）

「労働者」として認められなかった例
- 個人事業主、法人・団体等の代表者又は執行機関たる者（昭和23年1月9日基発14号）[12]
- 下請負人（注文主から独立して処理するものである限り、第10条でいう「事業主」となる。昭和23年1月9日基発14号）[13]
- 同居の親族（原則。昭和54年4月2日基発153号）
- 労働委員会の委員（昭和25年8月28日基収2414号）
- 委任制の保険外務員（昭和23年1月9日基発13号）、証券外務員（山崎証券事件、最判昭和36年5月25日）ただし「外務員」と称していても実質上労務関係が存するとみなされるときは「労働者」になる。
- 非常勤の消防団員（昭和24年1月10日基収3306号）
- 競輪選手（昭和25年4月24日基収4080号）
- 看護師養成所の生徒（慣習により生徒を一般看護師と同様に勤務させている場合は「労働者」とみなされる場合がある。昭和24年6月24日基発648号）
- 大学等が民間の事業場に委託して行う工場実習（昭和57年2月19日基発121号）
- インターンシップ等の実習生（主目的が実習である者。平成9年9月18日基発636号）
- 個人開業の医院で家事使用人として雇用し看護師の業務を手伝わせる場合（昭和24年4月13日基収886号）
- 宗教団体において宗教上の儀式、布教等に従事する者、教師、僧職者等で修行中の者、信者であって何等の給与を受けずに奉仕する者（昭和27年2月5日基発49号）。ただし、僧侶が宗教法人のために労務を提供する場合には、宗教法人と僧侶との関係が単なる宗教的関係を越えた労働関係となり、僧侶が「労働者」とみなされることがある[14]。
- 農村における公役（昭和24年6月13日基収1730号）
- 受刑者（昭和23年3月24日基発498号）
- 非行少年が少年法の規定により補導を委託された施設等において作業に就く場合（もっぱら作業が生活指導または職業補導の一環として行われている場合。昭和40年5月20日基収445号）
- 入院患者が病院のために治療目的で作業に従事する場合（原則。昭和43年8月15日基収3650号）
- 障害者の日常生活及び社会生活を総合的に支援するための法律（障害者総合支援法）に基づく就労継続支援を行う事業場と雇用契約を締結せずに就労機会の提供を受ける障害者（B型事業場）については、事業場への出欠、作業時間、作業量等の自由があり指揮監督を受けることなく就労する者とされているから、基本的には「労働者」に該当しない。ただし、A型事業場と雇用契約を結んで就労機会の提供を受ける場合、基本的には「労働者」に該当する（平成19年5月17日基発0517002号、平成24年3月30日基発0330第30号）。小規模作業所等において作業に従事する障害者は、作業が訓練等を目的とする旨が明らかであり、訓練等の計画が定められ、作業実態がその計画に沿ったものである場合には当該作業等に従事する障害者は「労働者」としては取り扱わないが、計画が定められていない場合、作業実態を総合的に判断し、作業の強制、作業指示、遅刻・早退・欠勤や指導命令違反に対する制裁等がある場合には、「労働者」として取り扱う（平成19年5月17日基発0517002号）。
- 自己所有のトラックによって運送委託契約に基づく輸送業務に従事する運転手（横浜南労基署長事件、最判平成8年11月28日）。業務遂行による指揮命令関係の希薄さ、場所的・時間的拘束の弱さ、事業者性等の総合判断から労働者性を否定した。その後、会社からトラックを買い受けて専属使用し給与から償却していた運転手の事例について、当該車両を「専属使用」する目的を考慮して労働者性を肯定した判例（山昌事件、名古屋地判平成14年5月29日）や、会社貸与の車両で運送業務に従事していたものについて労働者性を肯定する判例（アサヒ急配事件、大阪地判平成18年10月12日）がある。
- 大相撲の力士 - 日本相撲協会と力士との契約関係を「有償双務契約としての性質を有する私法上の無名契約」と解するもの（東京地判平成25年3月25日）、準委任契約類似の契約関係（東京地決平成23年2月25日）と解するものがあるが、一般的な労働契約であるとは解されていない。
- プロ野球審判員（東京地判平成20年2月26日）
- ワーカーズ・コレクティブ（法形式としては中小企業等協同組合法に基づく企業組合）の組合員として、運営会議に出席し、トラックドライバーとして就労している者（企業組合ワーカーズ・コレクティブ轍・東村山事件、東京地裁立川支判平成30年9月25日、最高裁で確定） - 運営会議で等しく発言している実態等から「事業者性が否定されない」として「労働者性」を認めなかった。なお令和2年に成立した労働者協同組合法では、労働者協同組合の組合員として事業に従事する者は「労働者」として明確に位置づけられることとなった。
- シルバー人材センターと会員との間の法的関係は請負又は準委任が原則であり、センターの業務は雇用ではないという制度趣旨から、会員とセンターとの間の労働契約関係を否定した判決がある（東京地判平成26年9月5日）。一方、会員の労働者性を肯定した判決もあり（神戸地判平成22年9月17日）、見解が分かれている。
- 団体監理型における講習の期間中の技能実習1号の外国人技能実習生については、その時点では雇用契約の効力が未だ発生しておらず、また、実習実施者からの指揮監督を受けず、労務の対償としての報酬を受けないこと等から、その限りにおいて、労働基準法上の「労働者」には該当しないこと。企業単独型における雇用契約に基づかない講習の期間中の技能実習生は、外国にある事業場に所属する労働者であるものの、その時点では日本の実習実施者との雇用契約の効力が未だ発生しておらず、また、実習実施者からの指揮監督を受けず、労務の対償としての報酬を受けないこと等から、その限りにおいて、日本の労働基準法上の「労働者」には該当しないものであること（平成22年2月8日基発0208第2号）。

以下の法令では、「労働者」を「労働基準法第9条に規定する労働者（同居の親族のみを使用する事業又は事務所に使用される者及び家事使用人を除く。）」と定義し、労働基準法と同一の解釈となる。
- 労働安全衛生法（第2条）
- 最低賃金法（第2条）
- 賃金の支払の確保等に関する法律（第2条）
- じん肺法（第2条）
- 家内労働法（第2条）
- 炭鉱災害による一酸化炭素中毒症に関する特別措置法（第2条）
- 公益通報者保護法（第2条、なお他法と異なり「同居の親族のみを使用する事業又は事務所に使用される者及び家事使用人を除く」とはしておらず、これらの者も含まれる。）

また「労働者」の定義規定を置いていない法令においても、
- 労働者災害補償保険法においては、法律の目的・趣旨や労働基準法との関係に触れた規定の存在から、同法における労働者は労働基準法上の労働者を指すと解されている[5]。最高裁判所も同様の立場をとっている（横浜南労基署長事件、最判平成8年11月28日）。
- 育児休業、介護休業等育児又は家族介護を行う労働者の福祉に関する法律（育児介護休業法）においては、通達にて同法における労働者は「労働基準法第9条に規定する「労働者」と同義であり、同居の親族のみを雇う事業に雇用される者及び家事使用人は除外するものである。」（平成28年8月2日職発0802第1号、雇児発0802第3号）としている。

労働契約法第2条では「使用者に使用されて労働し、賃金を支払われる者」と定義される。ほぼ同じ内容であるので、労働基準法上の労働者の判断基準は労働契約法の労働者性判断においても一般的に妥当すると考えられる。
勤労者財産形成促進法第2条では「勤労者」の定義を「職業の種類を問わず、事業主に雇用される者」としている。同法施行時の通達において「本法の「勤労者」は、労働基準法等の「労働者」と異なる概念ではないが、本法は、公務員や船員も適用対象としているものであるため、「勤労者」の語を用いたものであること。」（昭和47年1月22日発基3号）としていて、「労働者性」の判断については労働基準法と同様になる。

### 労働組合法
労働組合法上の労働者は、主体となって労働組合を結成する構成員として、使用者との間で団体行動権の行使を担保とした団体交渉法制による保護が保障されるべき者を指す。労働基準法上の「労働者」との大きな違いは、労働組合法上の「労働者」には「使用される者」という要件が課されていないことにある。したがって失業者も含まれるものとされ（昭和23年6月5日労発262号）、また勤務時間の管理を受けず時間的・内容的に自由に業務遂行を行う者も含まれうる。近年の実務では特に、労働基準法では「労働者」として認められなくても労働組合法では「労働者」として認められる者（一人親方、フリーランス等）の扱いが問題となっている。
具体的に労働組合法上の「労働者」かを判断するには、以下の6つの要素を総合的に判断する。
1. 業務組織への組み入れ - 労務供給者が相手方の業務の遂行に不可欠ないし枢要な労働力として組織内に確保されているか。
2. 契約内容の一方的・定型的決定 - 契約の締結の態様から、労働条件や提供する労務の内容を相手方が一方的・定型的に決定しているか。
3. 報酬の労務対価性 - 労務供給者の報酬が労務供給に対する対価又はそれに類するものとしての性格を有するか。
4. 業務の依頼に応ずべき関係 - 労務供給者が相手方からの個々の業務の依頼に対して、基本的に応ずべき関係にあるか。
5. 広い意味での指揮監督下の労務提供、一定の時間的場所的拘束 - 労務供給者が、相手方の指揮監督の下に労務の提供を行っていると広い意味で解することができるか、労務の提供にあたり日時や場所について一定の拘束を受けているか。
6. 顕著な事業者性 - 労務供給者が、恒常的に自己の才覚で利得する機会を有し自らリスクを引き受けて事業を行う者とみられるか。

仮に1.-3.（基本的判断要素）の一部が充たされない場合であっても直ちに同法上の労働者性が否定されるものではない。また、各要素を単独に見た場合にそれ自体で直ちに労働者性を肯定されるとまではいえなくとも、4.及び5.（補充的判断要素）を含む他の要素と合わせて総合判断することにより労働者性を肯定される場合もありうる。さらに、各判断要素の具体的検討にあたっては、契約の形式のみにとらわれるのではなく、当事者の認識（契約の形式に関する認識ではなく、当該契約の下でいかに行動すべきかという行為規範に関する認識）や契約の実際の運用を重視して判断すべきである。もっとも、6．（消極的判断要素）が認められる場合は、総合判断において、労働者性を消極的に解し得る判断要素として勘案される。 
「労働者」として認められた例
- 一人親方たる大工（昭和21年6月1日労発325号、昭和25年5月8日労発153号）
- 家内労働者たるサンダルの賃加工者（「東京ヘップサンダル工組合事件」中労委1960年8月1日労委年報15号30頁）
- 自由出演契約の下にある放送会社の管弦楽団員（「CBC管弦楽団労組事件」 最高裁判所第1小法廷1976年5月6日判決 民集30巻4号437頁）
- プロ野球選手
- 日本放送協会(NHK)の集金スタッフ[20][21]
- 公文式の教室指導者[22]

「労働者」として認められなかった例
- コンビニエンスストアのフランチャイズ加盟店オーナー（東京地判令和4年6月6日。最高裁で確定[23][24][25]） - 「加盟者は、商品の販売・サービスの提供について、独立した事業者と評価するに相応しい裁量を有していると認めるのが相当」「加盟店の営業日・営業時間に制約があるからといって、加盟者の労務提供が時間的に拘束されているとはいえない」等の理由から、コンビニオーナーの労働者性を否定した。なお初審の岡山県労働委員会決定では労働者性を認めていた。

労働金庫法第2条は、「労働者」の定義を労働組合法と同一にしている。

### その他の法令
以下の法令では、いずれも労働基準法では基本的には「労働者」に含めていない求職者を各法の対象に含めている点で異なっている。
- 個別労働関係紛争の解決の促進に関する法律においては、通達にて同法における労働者は「職業の種類を問わず、他人に使用され、労務を提供し、その対価である賃金を支払われる者であること。ただし、現に使用され、及び労務を提供していることは必ずしも必要ではなく、例えば、事業主から解雇され、その当否をめぐり紛争を提起している者については、紛争の対象となっている解雇の時点で「労働者」の要件を満たしていれば、本法の「労働者」に該当するものであること。「労働者」であるか否かは、単に契約内容のみによって外形的に判断するのではなく、実態を踏まえて判断するものであること。」（平成13年9月19日厚生労働省発地第129号／基発第832号／職発第568号／雇児発第610号／政発第218号）としている。基本的には労働基準法の「労働者」性に準拠しつつも、同法では「個々の労働者と事業主との間の紛争」に「労働者の募集及び採用に関する事項についての個々の求職者と事業主との間の紛争を含む。」（第1条）としていて、「求職者」についても「労働者」に準じて法の対象に含めている。
- 職業能力開発促進法第2条では「労働者」を「事業主に雇用される者（船員職業安定法（昭和23年法律第130号）第6条第1項に規定する船員を除く。第95条第2項において「雇用労働者」という。）及び求職者（同法第6条第1項に規定する船員となろうとする者を除く。以下同じ。）をいう。」と定義している。
- 雇用の分野における男女の均等な機会及び待遇の確保等に関する法律（男女雇用機会均等法）では通達において「労働者」の定義を「雇用されて働く者をいい、求職者を含むものであること」（平成18年10月11日雇児発1011第2号）としている。
- 雇用保険法においては、業務取扱要領[26]にて同法における労働者は「事業主に雇用され、事業主から支給される賃金によって生活している者、及び事業主に雇用されることによって生活しようとする者であって現在その意に反して就業することができないものをいう。」としている。